# Haut-fourneau d'Újmassa
Le vieil haut-fourneau d'Újmassa (en hongrois : Újmassai őskohó) est un édifice industriel situé à Miskolc, dans le lieu-dit d'Ómassa en lisière du Bükk.